# United Technologies Corporation
United Technologies Corporation (UTC) was een Amerikaans conglomeraat. Het hoofdkwartier is gevestigd in Hartford (Connecticut). Op 3 april 2020 is UTC gefuseerd met Raytheon en de combinatie gaat verder als Raytheon Technologies Corporation.

## Activiteiten
UTC heeft twee belangrijke activiteiten. Het is een grote producent van vliegtuigmotoren en andere vliegtuigonderdelen voor civiel en militair gebruik en fabriceert liften en airconditioners. Beide activiteiten hebben ongeveer een gelijk aandeel in de totale omzet van het concern. UTC is wereldwijd actief, maar de Verenigde Staten is met een omzetaandeel van 40% de belangrijkste markt. Het bedrijf telt meer dan 240.000 werknemers.

### Onderdelen en werkmaatschappijen
- UTC Propulsion and Aerospace Systems:
  - Pratt & Whitney (P&W) produceerde in 1925 zijn eerste vliegtuigmotor en is nu uitgegroeid tot een van de grootste motorenbouwer ter wereld. P&W richt zich vooral op motoren voor de grote vliegtuigen en ongeveer een kwart van deze toestellen vliegt met P&W motoren. Hier werken bijna 40.000 mensen.[1]
  - UTC Aerospace Systems is verantwoordelijk voor de ontwikkeling en productie van allerlei producten en systemen voor vliegtuigen met uitzondering van motoren. De twee belangrijkste onderdelen van dit onderdeel zijn Hamilton Sundstrand voor propellers en controleapparatuur voor de industrie en Goodrich.
- UTC Climate, Controls & Security: deze divisie produceert technische systemen voor gebouwen als verwarming, ventilatie, airconditioning en vriesapparatuur en beveiliging. De belangrijkste merknaam is Carrier. Bij de divisie werken zo’n 55.000 mensen.
- Otis is een van de grootste fabrikanten van verticale transportsystemen. Het telde in 2017 iets meer dan 68.000 medewerkers.
- Het bedrijf heeft ook een onderzoekscentrum voor alle werkmaatschappijen: het United Technologies Research Centre (UTRC).

#### Opsplitsing
Eind november 2018 besloot het bedrijf te splitsen in drie onafhankelijke onderdelen, mede onder druk van enkele aandeelhouders.
De luchtvaartactiviteiten, dat zijn Pratt & Whitney en Collins Aerospace Systems, worden gebundeld. De twee hadden in 2017 een gecombineerde jaaromzet van US$ 39 miljard en dit wordt de grootste speler in de markt met GE Aviation op de tweede plaats. Op 9 juni 2019 werd de fusie van UTC's luchtvaartactiviteiten met Raytheon aangekondigd en ze gaan verder onder de naam Raytheon Technologies. Het samengaan heeft als voordelen kostenbesparing, meer slagkracht met betrekking tot onderzoek en ontwikkeling en de twee bedrijven vullen elkaar goed aan met hun activiteiten. In oktober 2019 stemden de aandeelhouders in met de fusie. De oud aandeelhouders van UTC krijgen dan 57% van de nieuwe combinatie in handen en die van Raytheon de resterende 43%. Raytheon Technologies zal een omzet behalen van US$ 74 miljard op jaarbasis. Eind maart 2020 hadden de twee alle noodzakelijke toestemmingen binnen en op 3 april werd de fusie afgerond.
De andere twee activiteiten zijn naar de beurs gebracht. Op 3 april 2020 kreeg Carrier Global, het voormalige UTC Climate, Controls & Security, een eigen notering aan de aandelenbeurs (ticker symbol: CARR). Met 53.000 medewerkers realiseerde het in 2019 een omzet van US$ 18,6 miljard in 160 landen. Op dezelfde dag werd ook Otis Worldwide Corporation (ticker symbol: OTIS) genoteerd aan de New York Stock Exchange. Dit bedrijf heeft een omzet van circa US$ 12 miljard.

## Geschiedenis
In 1927 richtte William Edward Boeing een luchtvaartmaatschappij op: Boeing Air Transport. Deze verwierf een contract voor het vervoer van post tussen San Francisco en Chicago. In 1929 besloten Boeing en Pratt & Whitney te gaan fuseren en gingen ze verder onder de nieuwe naam United Aircraft and Transporation Corporation (UATC). De samenwerking was van korte duur; in 1934 werd de fusie ongedaan gemaakt. UATC splitste in drie delen: de luchtvaartmaatschappij United Airlines, United Aircraft, het latere United Technologies Corporation en Boeing, de vliegtuigbouwer.
In 1934 werd Sikorsky Aircraft Corporation overgenomen. Het bedrijf was in 1923 opgericht door de Russisch-Amerikaanse ingenieur Igor Sikorsky.
In 1974 werd Harry Gray benoemd tot CEO. Hij stond een beleid voor van diversificatie en de naam werd in 1975 gewijzigd van United Aircraft naar United Technology Corporation. In 1976 werd Otis Elevator Company overgenomen en United Technologies is dan ook daadwerkelijk actief geworden buiten de vliegtuigindustrie. Een paar jaar later volgde de acquisitie van Carrier Corporation, een fabrikant van airconditioners.
In 2011 deed UTC een succesvol bod ter waarde van US$ 16,5 miljard op alle aandelen van Goodrich Corporation. Goodrich is een belangrijke producent van landingsgestellen en andere onderdelen voor vliegtuigen en is opgegaan in de UTC divisie Aerospace Systems. Goodrich had een jaaromzet van zo’n US$ 7 miljard. Het was de grootste transactie van UTC na de overname van Sundstrand Corporation in 1999. Deze laatste transactie had een waarde van US$4 miljard.
In september 2017 maakte UTX de overname bekend van producent van vliegtuigonderdelen Rockwell Collins. UTX is bereid de aandeelhouders US$ 23 miljard te betalen in aandelen en contanten, dit is US$ 140 per aandeel. Rockwell Collins zich onder andere bezighoudt met cockpitapparatuur. UTX verwacht na de overname beter te kunnen concurreren en ook fors op de kosten te besparen door efficiënt samen te werken. Rockwell Collins telt 30.000 medewerkers en behaalde in 2016 en jaaromzet van ruim 5 miljard dollar. De transactie werd in november 2018 afgerond. De combinatie gaat verder onder de naam Collins Aerospace Systems.

## Verkochte bedrijven
Zoals vele conglomeraten, was UTC in veel sectoren vertegenwoordigd. Enkele verkochte bedrijven zijn: 
- Inmont verf en harsen, dit bedrijf is verkocht aan BASF
- Mostek semi-conductor - van 1980 tot 1981
- Lockheed Martin nam in november 2015 Sikorsky Aircraft Corporation over. Sikorsky is wereldmarktleider in de fabricage van helikopters voor civiel en militair gebruik en realiseerde in 2014 een omzet van US$ 7,5 miljard en telde zo’n 15.300 werknemers. In maart 2015 meldde UTC Sikorsky te willen afstoten.[10] De belangrijkste klant is het Amerikaanse leger die meer dan de helft van de totale omzet vertegenwoordigd.[10] Lockheed Martin, de grootste defensiespecialist van de Verenigde Staten, betaalde US$ 9 miljard voor Sikorsky.[11]